# Успіх (фільм, 1913)
Успіх (англ. Success) — американська короткометражна драма режисера Оскара Апфеля 1913 року.

## У ролях
- Ірвінг Каммінгс — Аллан Брукс
- Ірен Хант
- Вівіан Прескотт